# Comuna Chișlaz, Bihor
Chișlaz (în maghiară: Vámosláz) este o comună în județul Bihor, Crișana, România, formată din satele Chiraleu, Chișlaz (reședința), Hăucești, Mișca, Poclușa de Barcău, Sărsig și Sânlazăr.

## Așezare
Comuna Chișlaz este situată în partea de nord a județului Bihor, cuprinsă între paralele 47°13’ - 47°19’ latitudine nordică și între meridianele 22°10’ - 22°20’ longitudine estică. Teritoriul comunei are o suprafață de 78 km /p și este străbătută de șoseaua națională DN nr. 19 Oradea-Marghita, pe o distanță de circa 14 km. Limita vestică a comunei este satul Sărsig

## Demografie
Componența etnică a comunei Chișlaz
     Români (55,45%)
     Maghiari (30,52%)
     Romi (7,85%)
     Alte etnii (0,03%)
     Necunoscută (6,15%)
Componența confesională a comunei Chișlaz
     Ortodocși (47,79%)
     Reformați (26,73%)
     Romano-catolici (6,74%)
     Penticostali (5,59%)
     Greco-catolici (3,3%)
     Baptiști (2,88%)
     Alte religii (0,52%)
     Necunoscută (6,44%)
Conform recensământului efectuat în 2021, populația comunei Chișlaz se ridică la 3.057 de locuitori, în scădere față de recensământul anterior din 2011, când fuseseră înregistrați 3.135 de locuitori. Majoritatea locuitorilor sunt români (55,45%), cu minorități de maghiari (30,52%) și romi (7,85%), iar pentru 6,15% nu se cunoaște apartenența etnică. Din punct de vedere confesional, cei mai mulți locuitori sunt ortodocși (47,79%), cu minorități de reformați (26,73%), romano-catolici (6,74%), penticostali (5,59%), greco-catolici (3,3%) și baptiști (2,88%), iar pentru 6,44% nu se cunoaște apartenența confesională.

## Politică și administrație
Comuna Chișlaz este administrată de un primar și un consiliu local compus din 13 consilieri. Primarul, George Dorin Bézi[*], de la Partidul Național Liberal, este în funcție din octombrie 2020. Începând cu alegerile locale din 2024, consiliul local are următoarea componență pe partide politice:
|  | Partid                                 | Consilieri | Componența Consiliului | Componența Consiliului | Componența Consiliului | Componența Consiliului | Componența Consiliului | Componența Consiliului | Componența Consiliului |
|  | -------------------------------------- | ---------- | ---------------------- | ---------------------- | ---------------------- | ---------------------- | ---------------------- | ---------------------- | ---------------------- |
|  | Partidul Național Liberal              | 7          |                        |                        |                        |                        |                        |                        |                        |
|  | Uniunea Democrată Maghiară din România | 5          |                        |                        |                        |                        |                        |                        |                        |
|  | Partidul Social Democrat               | 1          |                        |                        |                        |                        |                        |                        |                        |

## Atestare documentară
Comuna Chișlaz (maghiara Vámosláz), este datată pentru prima oară încă din anul 1213 cu numele de Villa Lazdi. În anul 1692 apare menționată sub denumirea de Kiss Laza: Kislaz. Conform descoperirilor arheologice din zona Fântâna Sasului, regiunea comunei  a  fost locuită încă din perioada neolitică.
Atestările documentare ale satelor comunei Chișlaz sunt cuprinse în Dicționarul istoric al localităților din Transilvania volumul I și II. 
Satul Chișlaz/Vámosláz, apare prima dată în anul 1213 cu numele de Villa LAZDI , când Ioachim l-a învinuit de furt pe Keva. Alte consemnări, 1217 LAZDU, 1255 LAZ, iar în perioada 1291-1294 apare sub denumirea de LAZZ. În anul 1692 apare menționat sub denumirea de KISS LAZA: KISLAZ.

## Atracții turistice
- Biserica reformată din Mișca
- Ștrandul cu apă termală. Apele termale din Chișlaz, provenite din cele două puțuri existente pe teritoriul comunei din forajele executate în perioada 1962 ‐1976.
- Situl arheologic din Mișca ,Fântâna Sasului  datează din secolul II și IV.
- Conacul Jako din Mișca

## Personalități
La MAREA UNIRE  de la Alba Iulia din 1 DECEMBRIE 1918, din satul Sînlazăr a fost ales ca delegat pentru a face parte din  Cercul Marghita alcătuit din 5 delegați, numitul Horgoș Grațian –econom, iar din satul Chișlaz, preotul Ioan Popa.
De asemenea ,o delegație de voluntari, în frunte cu preotul Gavril Lazăr, membru în Consiliul Național Român Bihor și numiții Gal Petru, Horgoș Mihai, Gal Chiș Paul a fost prezentă la Marea Adunare de la 1 Decembrie 1918 din Alba Iulia.

## Imagini

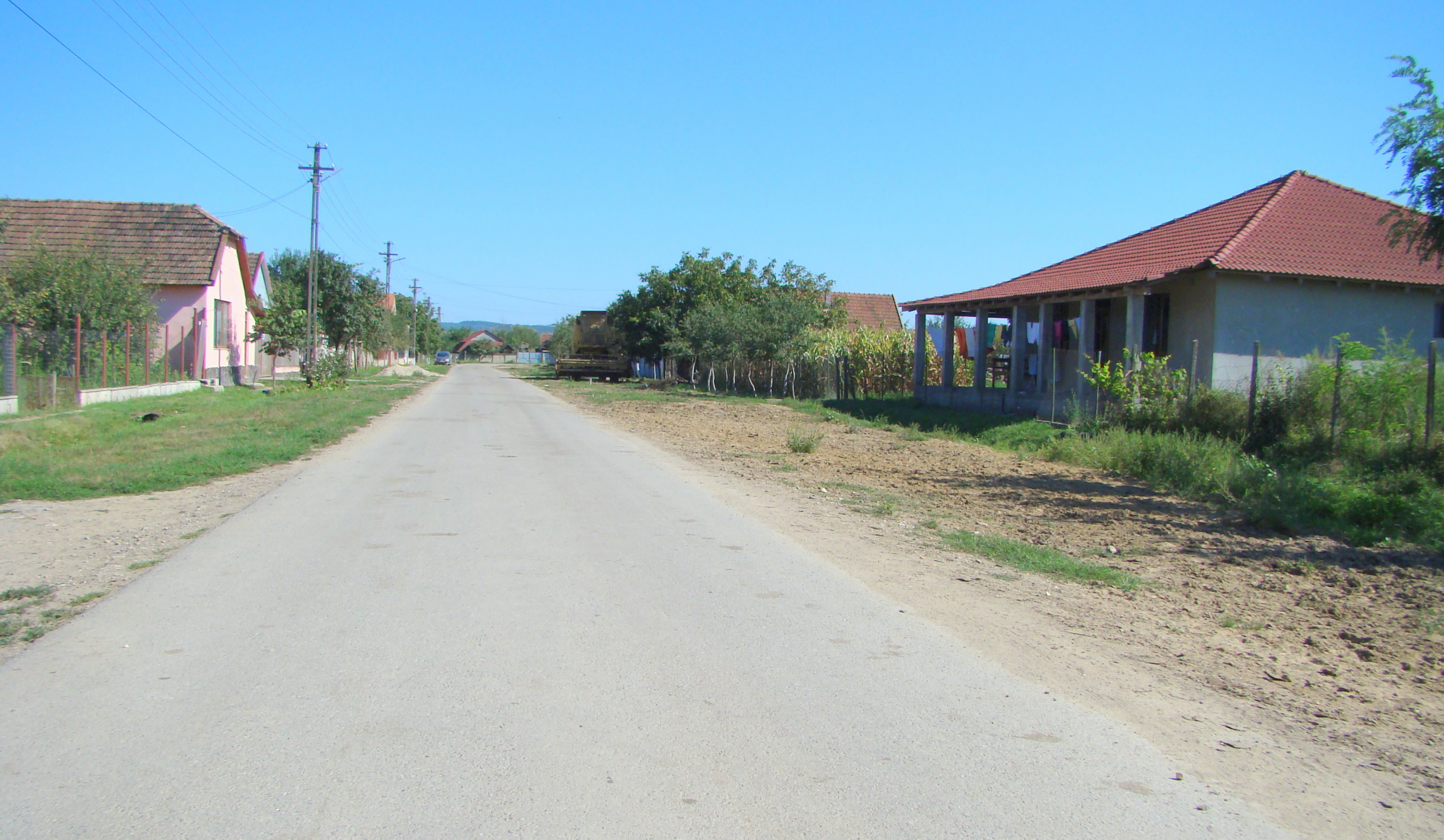
Chișlaz
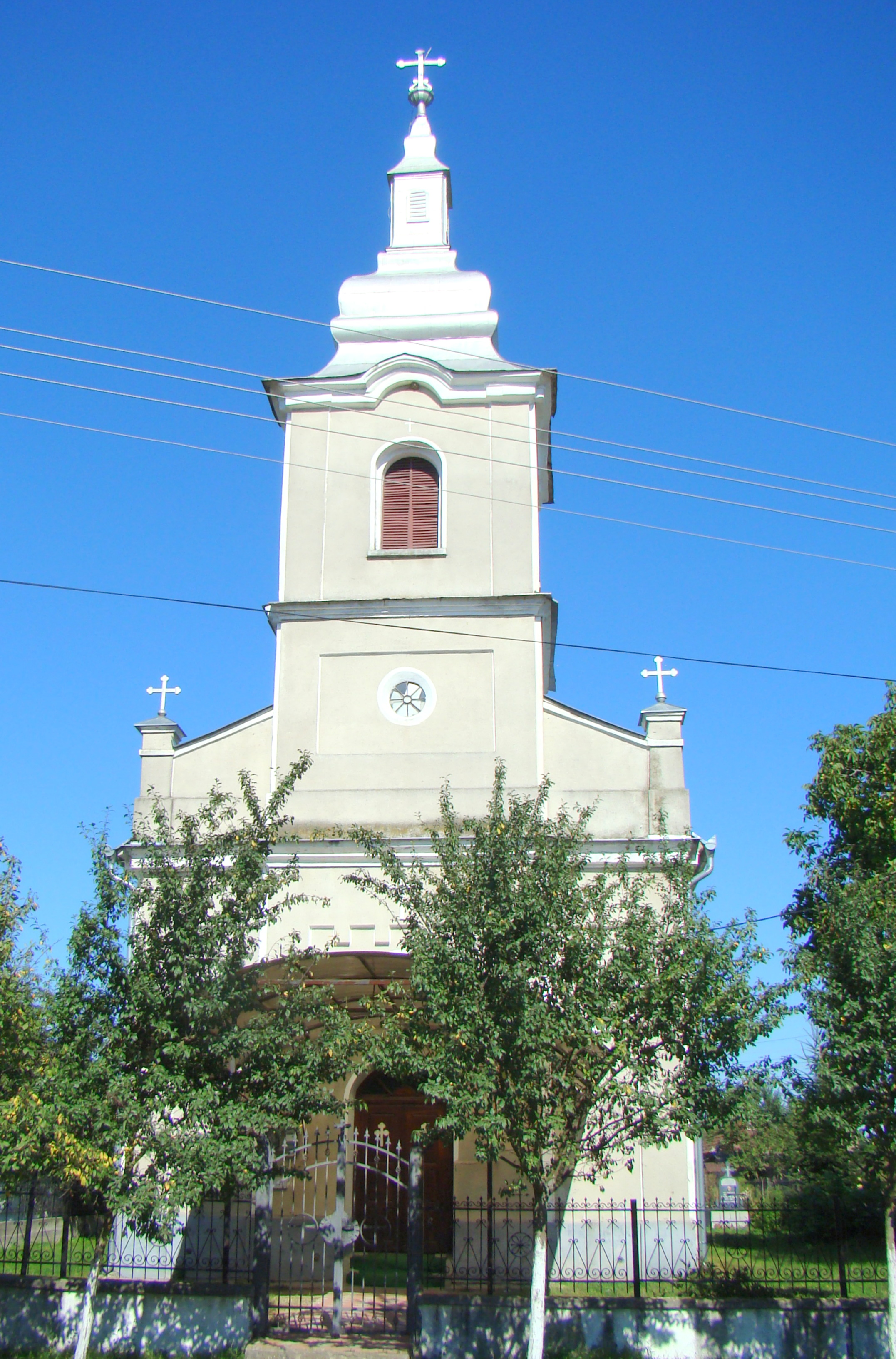
Biserica „Sfinții Arhangheli Mihail și Gavriil” (1907)
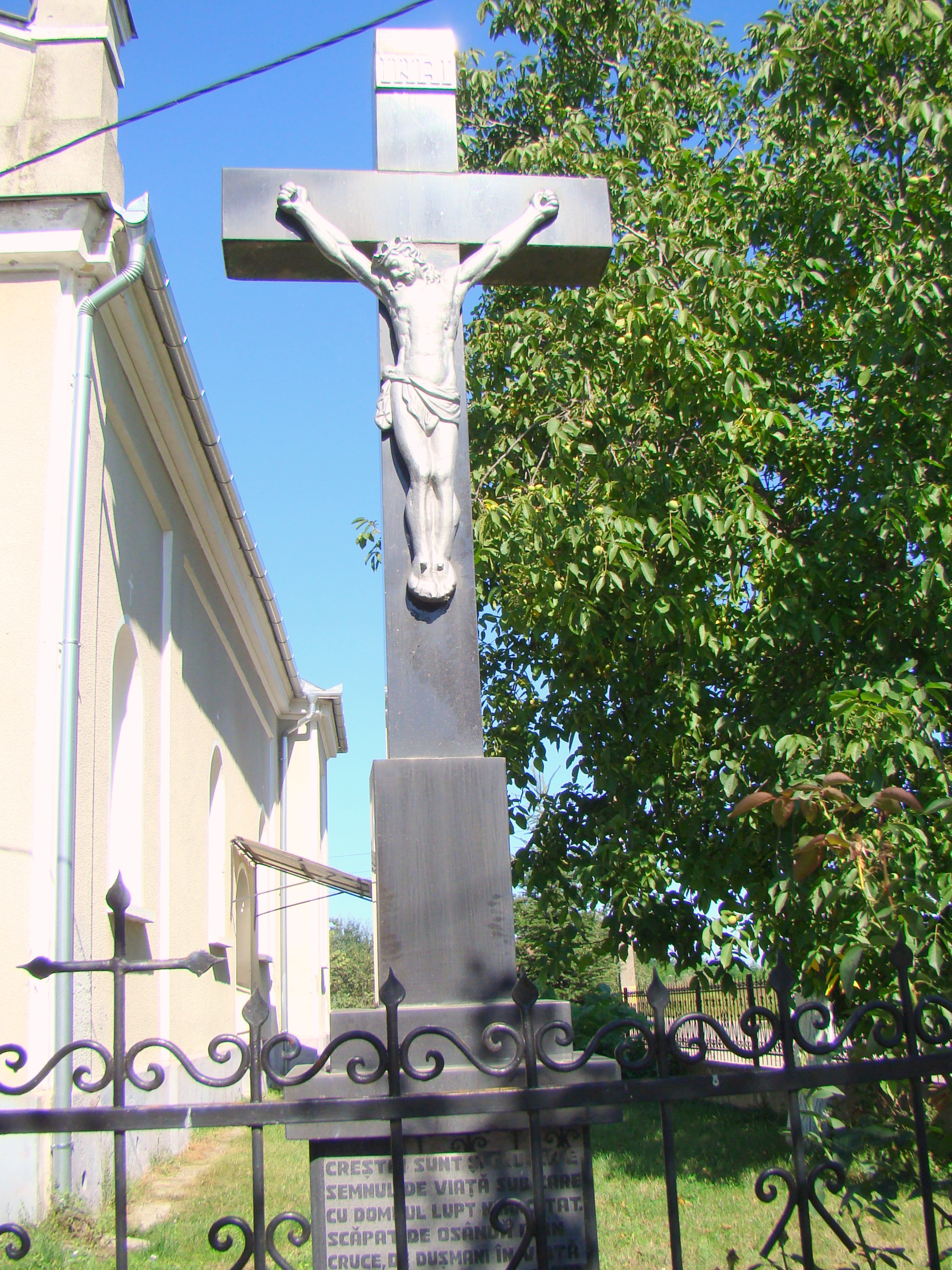
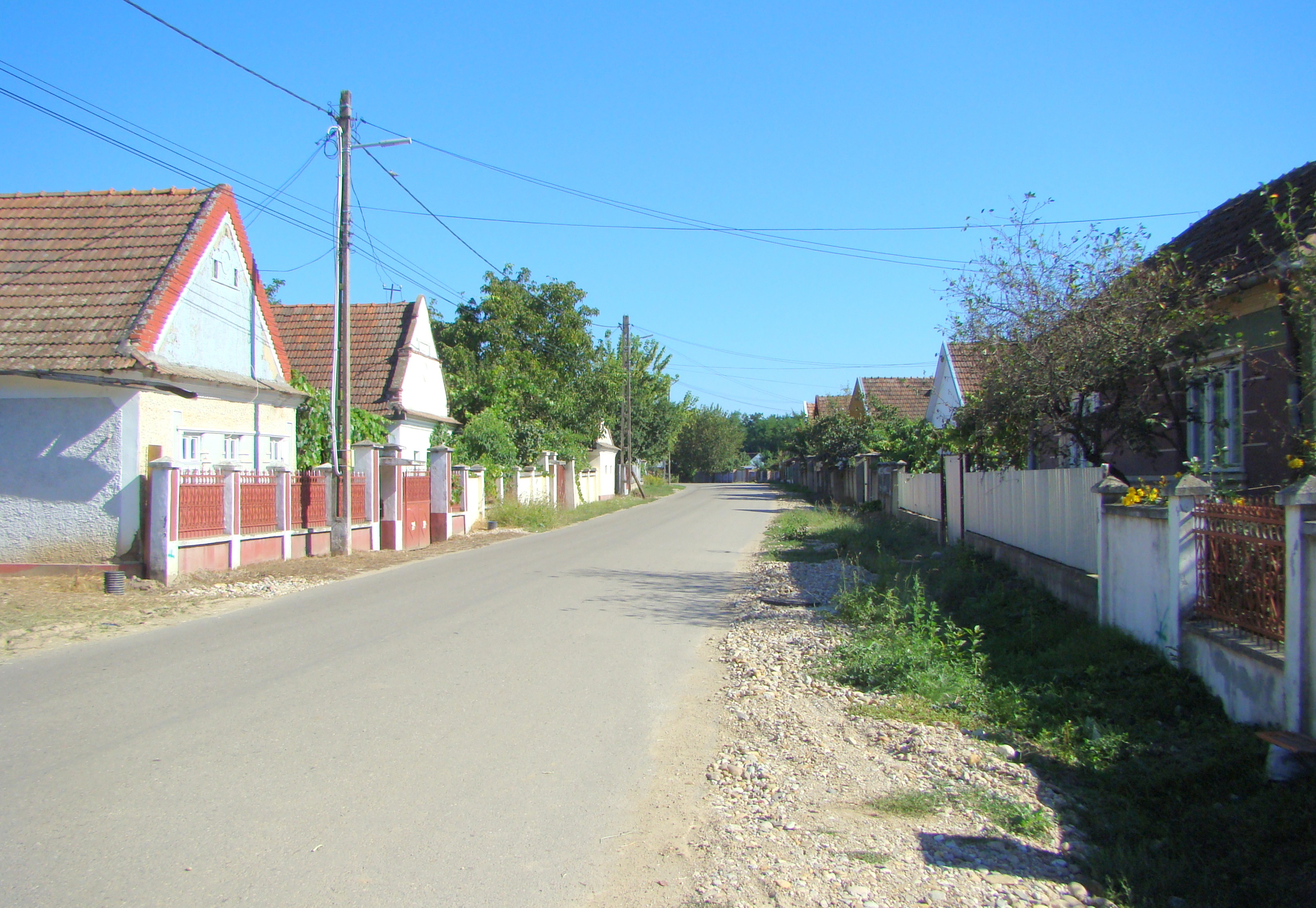
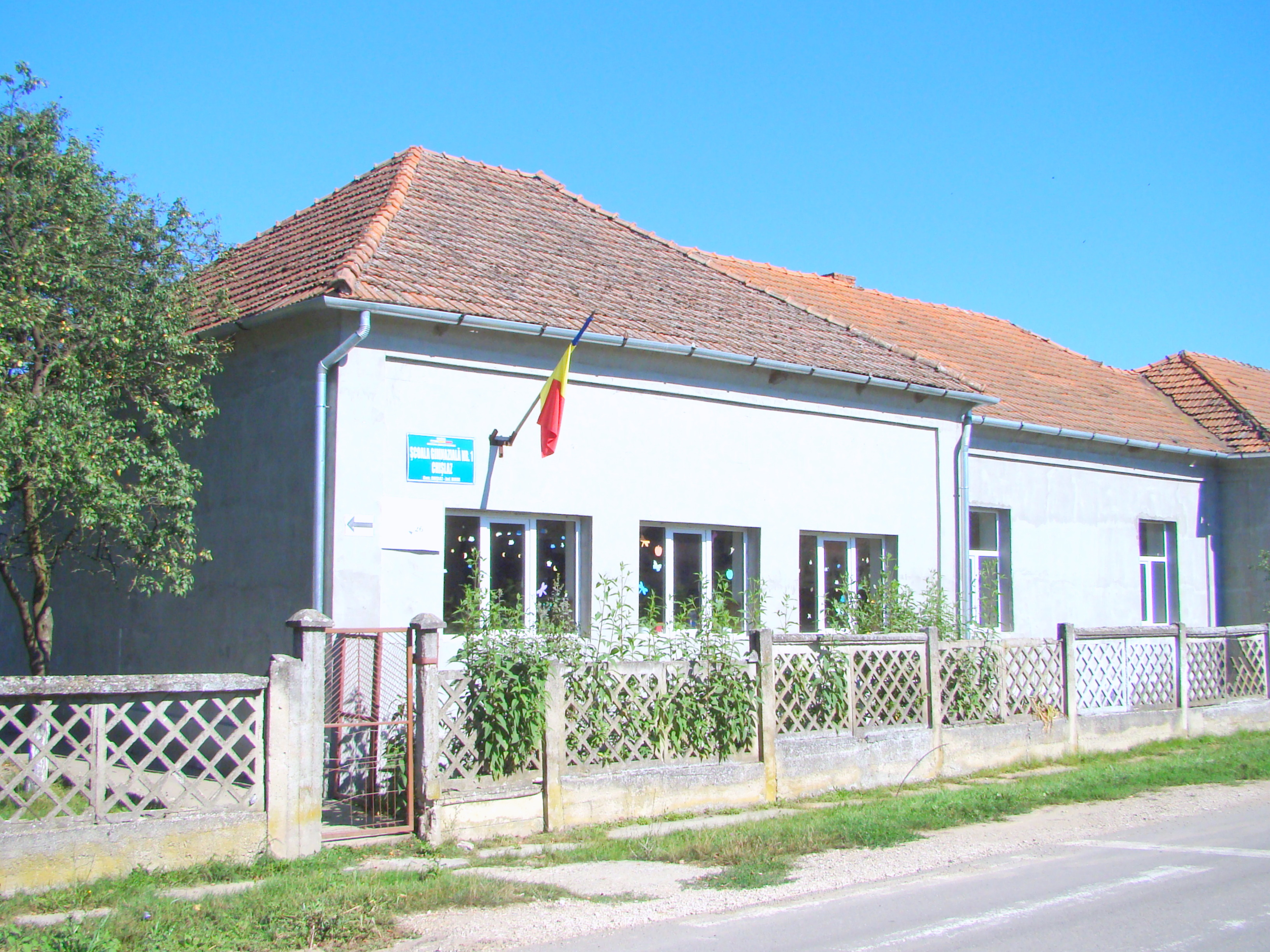
Școala gimnazială
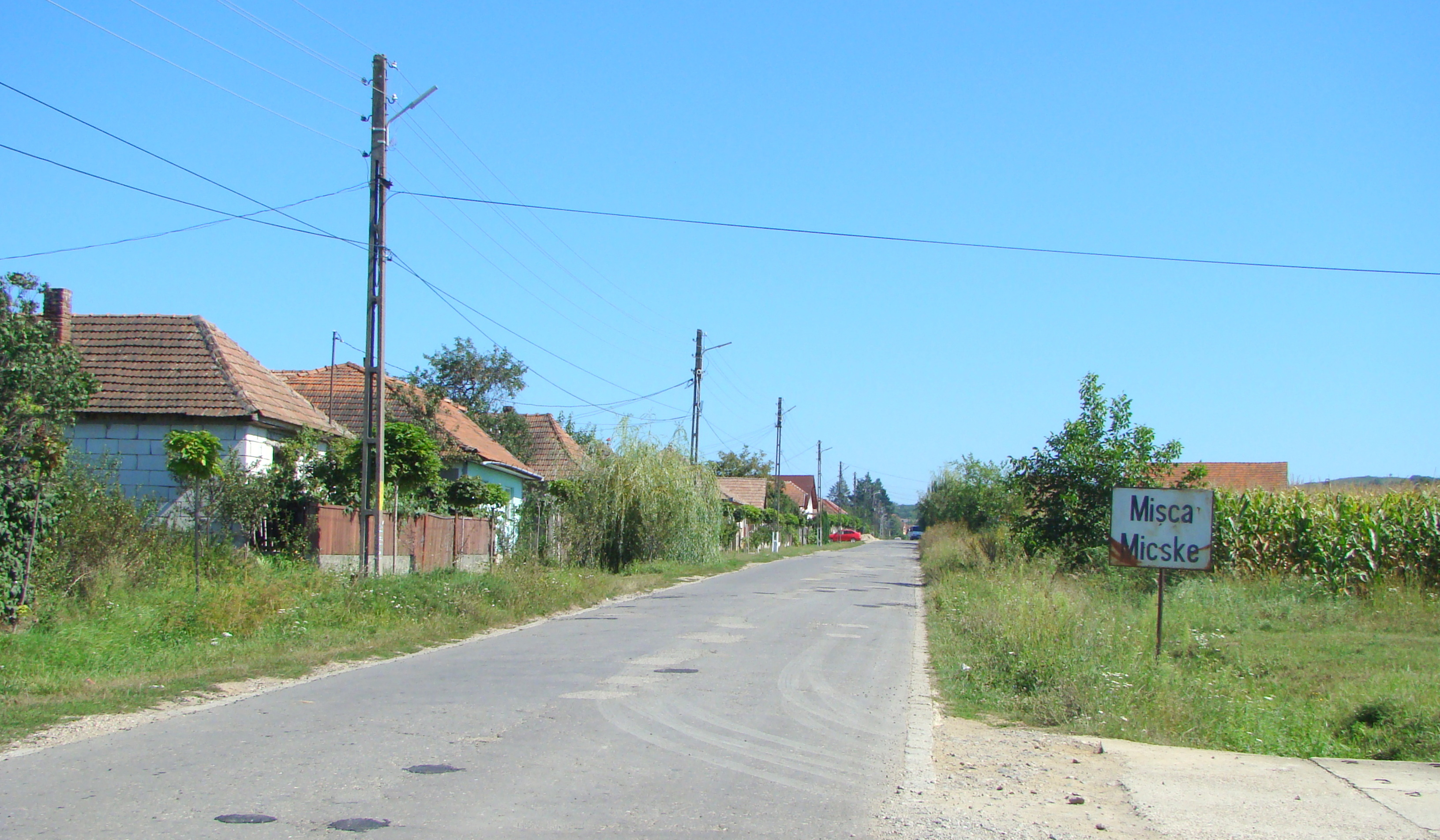
Mișca
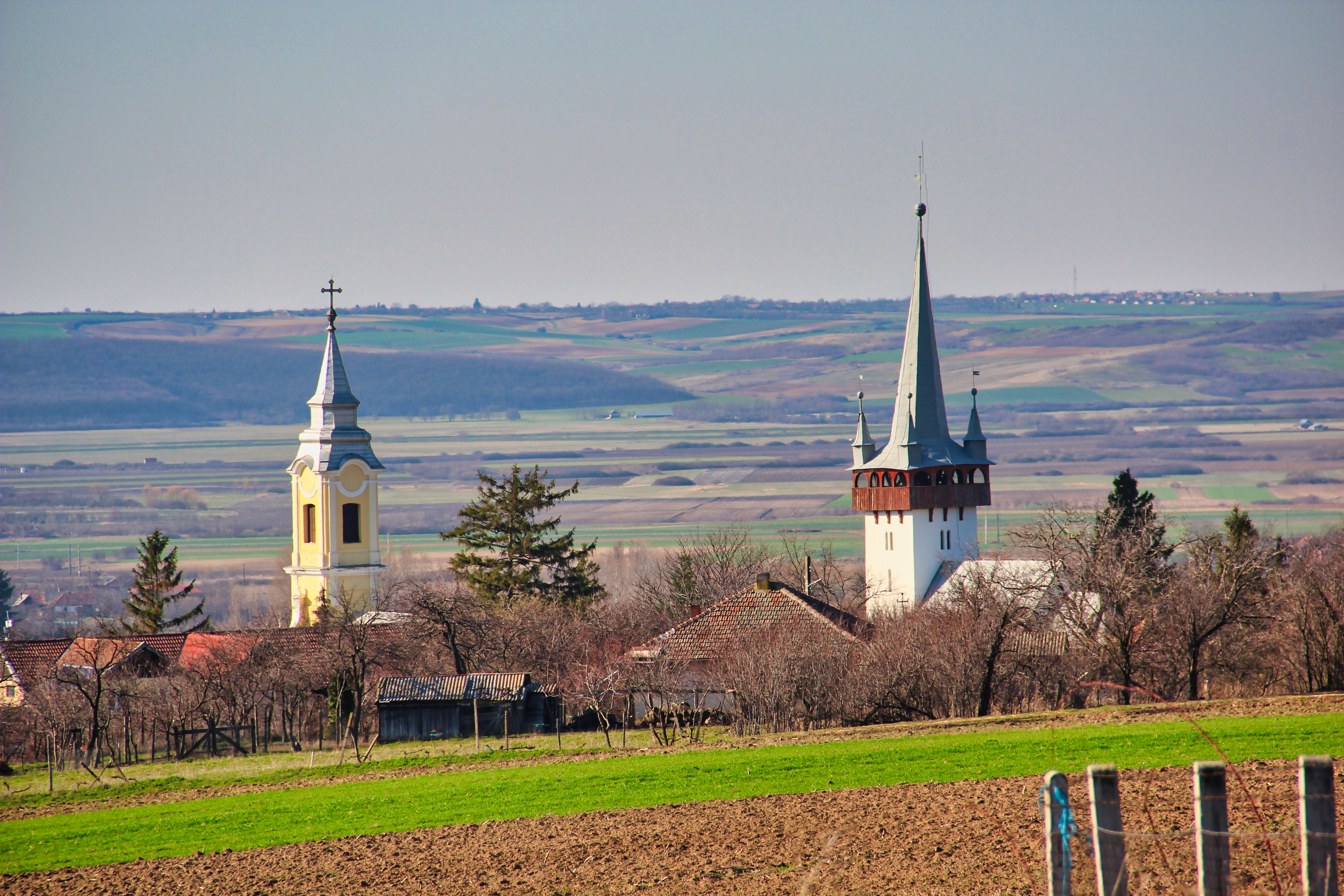
Bisericile din Mișca
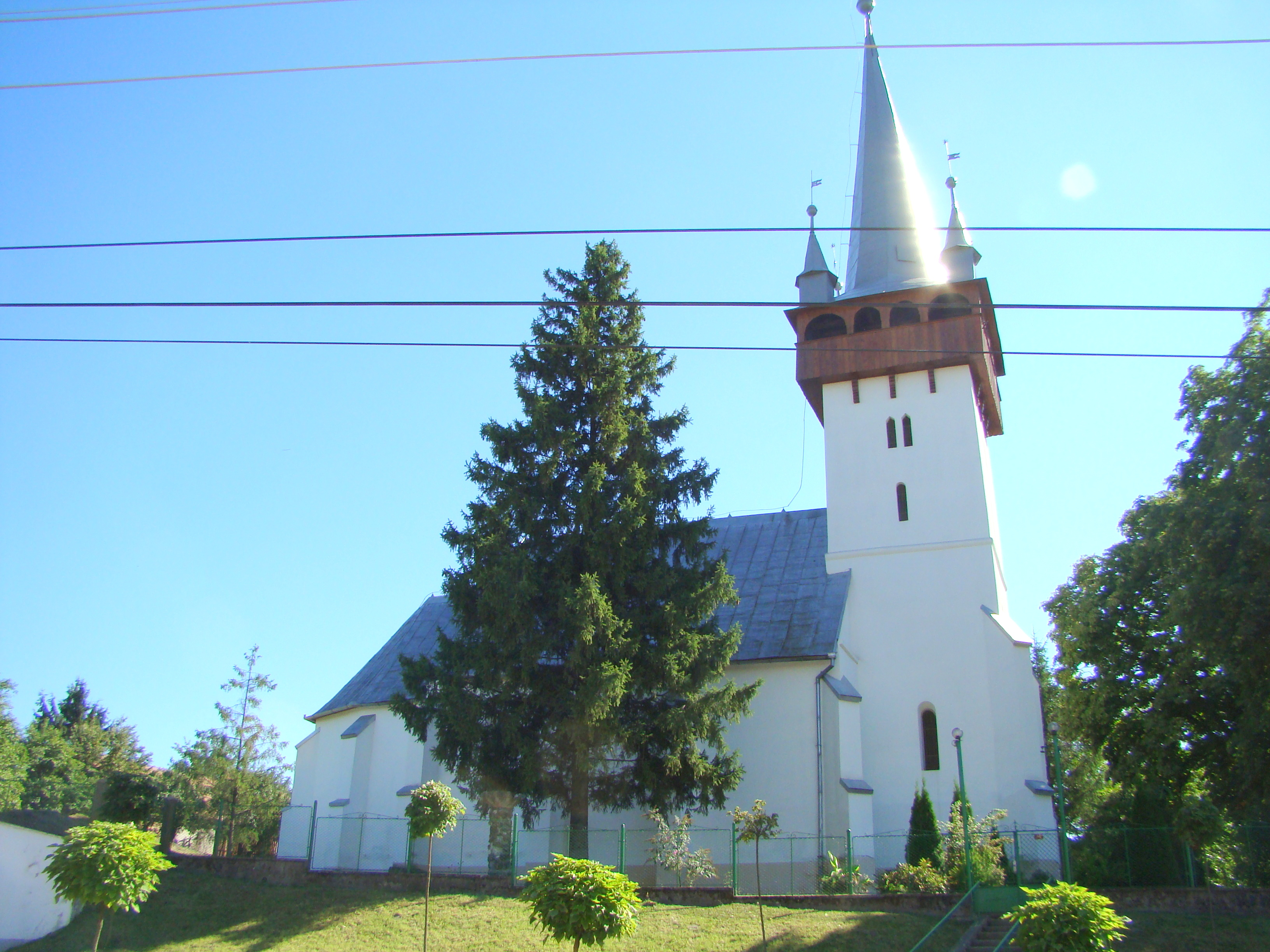
Biserica reformată
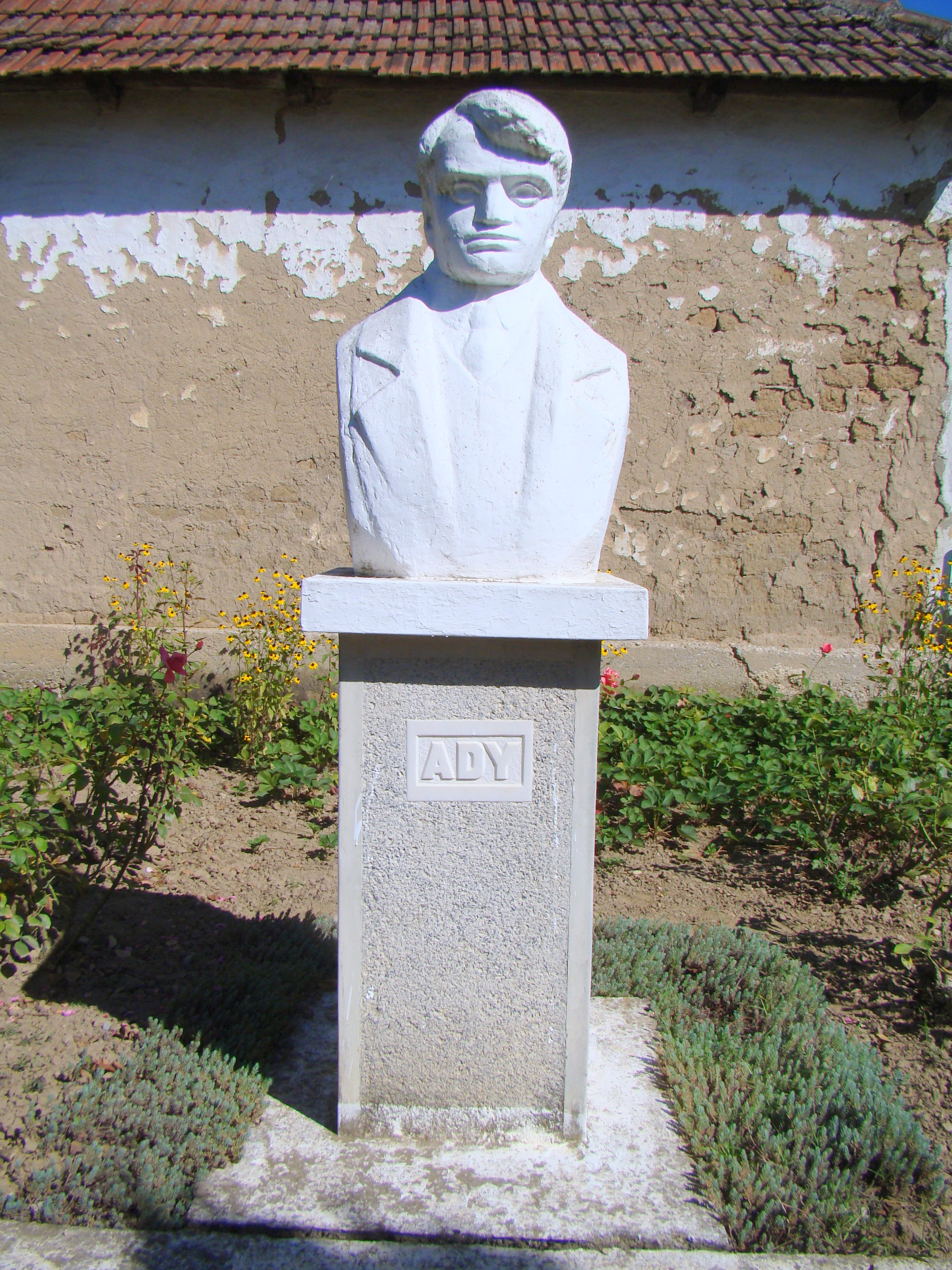
Bustul lui Ady Endre
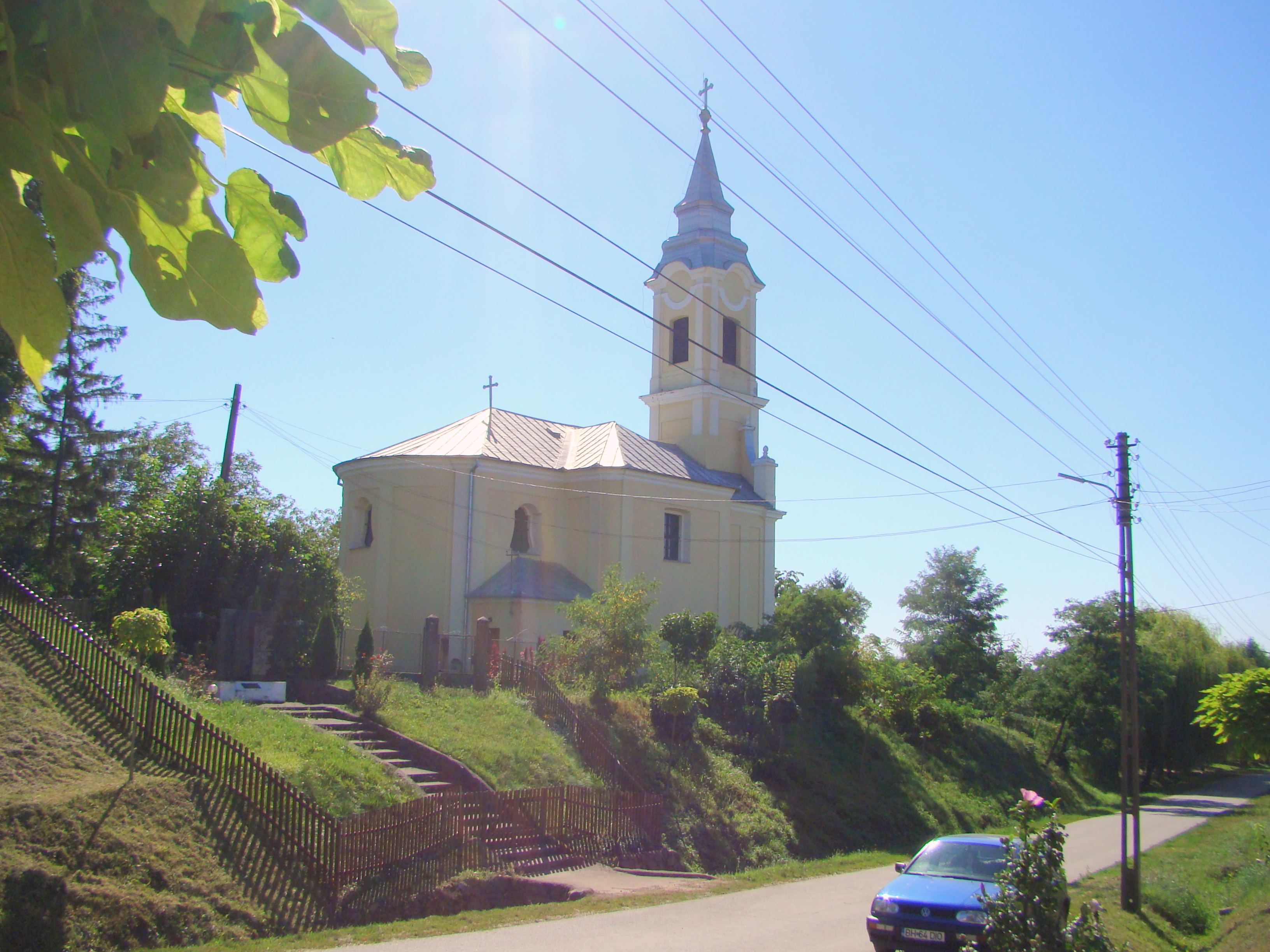
Biserica romano-catolică
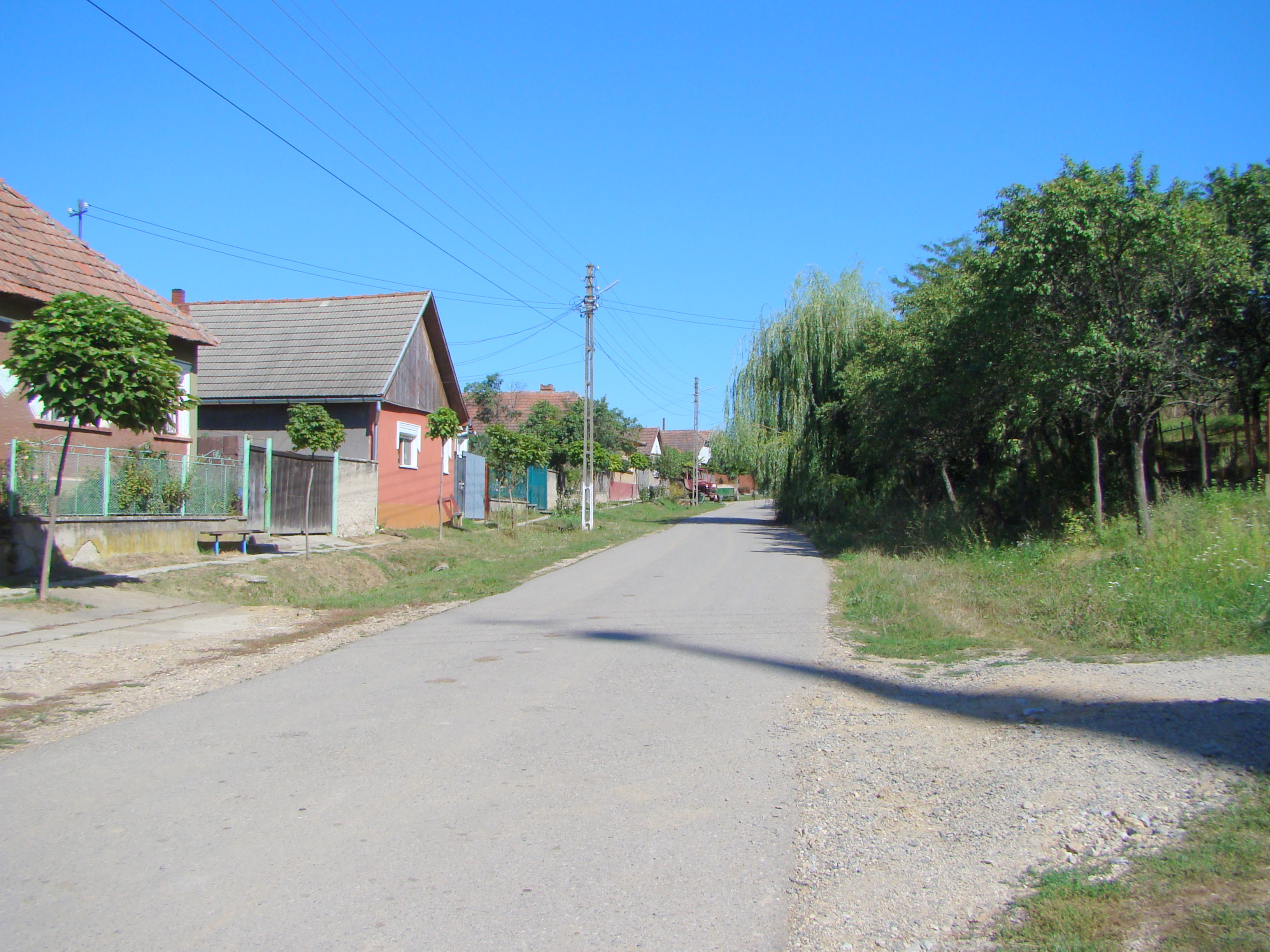